# تيمور قتلغ
تيمور قتلغ خان (1370 - 1399) هو خان من خانات القبيلة الذهبية في الفترة من 1397 إلى 1399 و هو ابن تيمور مالك خان القبيلة البيضاء وكان على صراع مع توختامش.
بعد موت تيمور مالك سنة 1379 تربى توغلق تمير في حجر توختامش. هرب تمير و إديغو إلى تيمورلك بعد فشلهم في الثورة ضد توختامش.
خلال حرب توختاميش تيمور في 1391-1395، أسسوا منطقة مستقل في منطقة نهر الفولغا والأورال السفلى، ووضع عاصمتهم في ساراي جوك Saray-Jük.
بعد هزيمة توختاميش، توج توغلق، بمساعدة إديغو، كخان الحشد الذهبي، على الرغم من أن إديجو كان الحائز الحقيقي للسلطة.
أسلم توغلق تمير خان ببلاد كاشغر والمغل، وأسلم معه مائة وستون ألفا من المغل